# اچ‌ام‌اس سی۷
اچ‌ام‌اس سی۷ (به انگلیسی: HMS C7) یک زیردریایی بود که طول آن ۱۴۳ فوت ۲ اینچ (۴۳٫۶۴ متر) بود. این زیردریایی در سال ۱۹۰۷ ساخته شد.